# Escola Secundária Jaime Moniz
A Escola Secundária Jaime Moniz MHIP, ainda conhecida por Liceu de Jaime Moniz, é uma escola do ensino secundário da rede pública da cidade do Funchal, Região Autónoma da Madeira. É a herdeira institucional do antigo Liceu Nacional do Funchal, depois Liceu Nacional Central do Funchal. O seu nome homenageia o patrono da escola, o pedagogo e político madeirense Jaime Moniz.

## História[1][2]
Instituído pelo decreto de 17 de novembro de 1836, este liceu foi o primeiro a entrar em funcionamento em Portugal. Com este decreto, Passos Manuel, em pleno ambiente reformista e liberal, pretendeu renovar um sistema de ensino secundário marcado, no seu dizer, por «ramos de erudição estéril, quase inútil para a cultura das ciências, e sem nenhum elemento que possa produzir o aperfeiçoamento das Artes, e os progressos da civilização material do País».
Foi instalado no dia 12 de setembro de 1837 e começou por funcionar numa dependência do antigo Colégio dos Jesuítas, então conhecida como “Pátio dos Estudantes”, no atual n.º 107 da Rua dos Ferreiros — precisamente o local onde, até à expulsão da Companhia de Jesus da ilha, decretada pelo Marquês de Pombal em 1759, e depois desta (enquanto vigoraram as “cadeiras régias” instituídas por Pombal), teve primazia, na Madeira, o ensino secundário.
Aquando da sua abertura, no ano lectivo de 1837-1838, inscreveram-se no Liceu 44 alunos, sendo que só em 1862-63 se ultrapassaria a fasquia dos 100 alunos e apenas no fim da Monarquia, em 1909-1910, os 200 (entre os quais figuraram, pela primeira vez, duas alunas). A esta dinâmica relativamente fraca da população escolar no quadro da monarquia constitucional, globalmente em linha com o que se verificava nos demais liceus do país, não seria alheio o custo elevado da propina (que o decreto de 1836 fixara em 4.800 réis no acto da matrícula, e em outro tanto no fechamento da mesma), o que logo à partida acabava por implicar a vigência de uma matriz elitista no contingente de alunos, onde predominavam membros da média e alta burguesia funchalense (futuros quadros médios e superiores da administração pública local e nacional).
Permanecendo nas dependências do Colégio dos Jesuítas por mais de quarenta anos, só em 1881 o Liceu mudaria de instalações, passando a ocupar uma casa dos barões de São Pedro, na Rua dos Ferreiros (onde se situa actualmente o edifício da Direcção Regional dos Assuntos Culturais). Em 1901, por via de decreto de 29 de agosto, o Liceu adquiriria a categoria de liceu central (passando a designar-se de Liceu Nacional Central do Funchal). Em 1919, em homenagem a Jaime Moniz, antigo aluno responsável pela importante e modernizadora reforma do ensino secundário de 1894-1895 («facto mais importante da história da instrução secundária em Portugal desde a fundação dos liceus, em 1836, por Passos Manuel»), o Liceu passaria a designar-se de Jaime Moniz.
Antes disso, no ano de 1913, ocorre a transição para o antigo paço episcopal, na Rua do Bispo, mas cedo as instalações se revelam desadequadas, surgindo queixas em relação à sua localização «numa zona movimentada e barulhenta», com insuficiência de terrenos contíguos para recreio e jogos, «dependências de difícil acesso» e algumas aulas a terem de decorrer no quarto andar — tudo isto num edifício que seria qualificado pela Junta de Higiene do Concelho do Funchal e por uma comissão de médicos como «impróprio e inaproveitável» para funcionar como liceu.
Assim, tais condicionantes estruturais de base não podiam dar expressão significativa, em termos de incremento da população escolar, à valorização ideológica republicana do ensino, pelo que o contingente de alunos do Liceu do Funchal durante a I República se cifrou, em média, à volta dos 250 alunos (ultrapassando os 350 em 1918-19 mas ficando aquém dos 200 em 1923-24 e 1924-25). O aumento expressivo e sustentado da população escolar só se daria com a mudança do Liceu (que no Estado Novo se designaria novamente de Nacional do Funchal) para o actual e definitivo edifício, em outubro de 1942, quase trinta anos depois da ocupação do paço episcopal.
Teve então a Junta Geral que contrair junto do Estado um empréstimo de 5.000 contos para que a obra, projectada pelo arquitecto Edmundo Tavares, fosse levada a efeito, o que significava um investimento vultuoso para o erário do distrito. Só em contratos de adjudicação de obras do edifício e do campo de jogos, e não incluindo encargos com expropriações, material e mais obras acessórias, foram dispendidos 6.094.300$31 (os custos totais com o edifício acabariam por ascender a mais de 7.000 contos, sendo apenas cerca de 1.800 comparticipados pelo Estado).
A 28 de maio de 1946 foi inaugurado o novo edifício e, nesse ano letivo, a escola teve 540 alunos, dos quais 185 raparigas e 355 rapazes. O espaço com 18 salas - um anfiteatro, biblioteca, laboratórios, ginásio e outras instalações - constitui, ainda hoje, o corpo central do atual edifício, agora ampliado e melhorado.
Como se disse, a partir daqui a população escolar aumentaria a um ritmo consistente, quadruplicando em cerca de 20 anos, e a um tal ponto que, logo em 1965, no relatório anual do Liceu, Ângelo Augusto da Silva já se queixava junto da tutela da «desproporção entre o número de inscrições e a capacidade e possibilidades deste Estabelecimento de Ensino», problema que no seu entender não teria resolução enquanto não se
criasse no Funchal «mais um novo Liceu ou (…) outra grande Escola Secundária».
Em 1980, o Liceu adotaria a sua designação actual, Escola Secundária de Jaime Moniz.
A 18 de outubro de 2018, foi agraciada com o grau de Membro-Honorário da Ordem da Instrução Pública.